# Xiamen
Xiamen (en chino, 厦门; pinyin, Xiàmén, pe̍h-ōe-jī, Ē͘-mûi antiguamente romanizado Amoy) es una ciudad-subprovincia de la provincia de Fujian en la República Popular China. Está ubicada en la costa oeste del mar de China Oriental. Su área es de 1699 km² y su población total para 2020 superó los 5,16 millones de  habitantes. 
El puerto de Xiamen es un puerto marítimo y el sexto puerto más importante de China, un punto de enlace imprescindible para llegar a Hong Kong.
El área de Xiamen comprende las islas de Gulangyu y Xiamen. Estas están situadas muy cerca (menos de 10 km) de la isla de Kinmen que está bajo la administración de Taiwán.
En 2006, Xiamen se clasificó como la segunda ciudad más adecuada para vivir a nivel nacional y en 2011 como la más romántica.

## Administración
La Subprovincia de Xiamen se divide en 6 distritos urbanos.
- Huli (湖里区)
- Siming (思明区)
- Haicang (海沧区)
- Jimei (集美区)
- Tong'an (同安区)
- Xiang'an (翔安区)

## Toponimia
El área donde yace la ciudad fue conocida como Tong'an (同安, hoy distrito) en algunos registros históricos de la dinastía Han, sin embargo la zona no tuvo un importante asentamiento por la dinastía hasta muchos siglos después. La isla xiamen se conoció como Jiahe-Yu (嘉禾屿) hasta que un general de la dinastía Ming construyera el "castillo xiamen" en la isla en el 1387 para defensa contra los japoneses.
Originalmente Xiamen fue escrito como 下门 (puerta abajo) posiblemente para referirse a su posición con la desembocadura del río Jiulong, más tarde se cambió al actual 厦门. En min nan los caracteres de la ciudad se leen "Amoy" en el dialecto hokkien de Zhangzhou. La lengua local es el amoyés o xiamenés una variedad de hokkien muy similar al taiwanés.

## Historia
La ciudad fue fundada en el año 282. En el año 1387, la dinastía Ming la convirtió en base para luchar contra los piratas. Fue el principal puerto utilizado por los europeos en el 1541 y el de mayor utilización para la exportación de té durante el siglo XIX. Los mercaderes extranjeros sólo estaban autorizados a vivir en la isla de Gulangyu.

## Economía
Xiamen tiene una economía diversa y bien desarrollada. Las principales actividades económicas son la pesca, la construcción naval, industria de alimentos, textiles, fabricación de máquina y herramienta, industria química, telecomunicaciones y servicios financieros.
En 2008, el PIB de Xiamen ascendió a 156 millones de yuanes, un aumento del 11,1% respecto al año anterior, y el PIB per cápita fue de 62.651 yuanes.En los últimos años, la ciudad ha invertido más de 30 millones en infraestructura.
Zonas de desarrollo
En la ciudad existen zonas especiales para el desarrollo y la tecnología:
- Xiamen Export Processing Zone.
- Xiamen Haicang Taiwanese Investment Zone.
- Xinglin Taiwan Merchants Development Zone.
- Torch Hi-tech Industrial Development Zone.
- Xiamen Xiangyu Free Trade Zone.

### Transporte
La ciudad cuenta con los medios de transporte.
- Aire. El Aeropuerto Internacional de Xiamen Gaoqi (厦门高崎国际机场) está localizado al norte de la isla xiamen, es el 9 aeropuerto más ocupado del país en carga y el y el 13 en pasajeros con más de 13.2 millones. Desde octubre de 2011 se inició la construcción de nuevas secciones y se espera que culmine en 2014.[7]

- Tierra. La ciudad cuenta con el sistema integrado de transporte masivo de autobuses articulados que alcanzan los (60 km/h),[8] puesto en operaciones el 31 de agosto de 2008,[9] debido al buen servicio Xiamen ha ganado honores durante 6 años seguidos.[10]

La vía férrea Yingtan–Xiamen (鹰厦铁路) construida entre 1954 y 1957 la conecta de una forma rápida y barata hasta la ciudad de Yingtan, son 694 km de largo. Además los trenes de alta velocidad Fuzhou–Xiamen (福厦铁路), la conecta con la ciudad de Fuzhou distanciada a 275 km, Comenzó la construcción 2005 y 5 años más tarde entró en operación. El tren viaja a 250 km/h Xiamen–Shenzhen (厦深铁路) de 2011, la conecta con Shenzhen distanciada a 500 km, recortó el viaje de 11 horas a solo 3 h.
- Agua. El puerto de la ciudad mueve mercancías y gente por el mar y ríos navegables, siendo eso un empuje para la economía local.

### Medios de comunicación
El grupo de comunicación Xiamen es una red de canales y emisoras de radio fundado el 28 de junio de 2004. Actualmente cuenta con los canales XMTV-1 (noticias), XMTV-2 (variedad), XMTV-3 (estilo), XMTV-4 (película), Xiamen Star (entretenimiento, cultura, arte y noticias) y Xiamen mobil (móvil). En la radio con Xiamen noticias, Xiamen música, Xiamen economía y Xiamen variedad.

## Geografía
Xiamen es una ciudad subprovincial en el sureste de Fujian cuyo núcleo urbano creció desde el puerto de Xiamen en el sur de la isla homónima, lo que hoy es el distrito de Siming. Ahora también incluye la isla Gulangyu y la escarpada costa del continente desde la orilla noreste del río Jiulong en el oeste hasta las islas de Xiang'an en el este. La isla de Xiamen se encuentra a un grado norte del trópico de Cáncer y se divide entre los distritos Huli al norte y Siming en el sur. Su territorio continental está dividido entre los distritos de Haicang, Jimei, Tong'an y Xiang'an.
En el siglo XIX, el puerto de Xiamen en la bahía de Yundang era considerado uno de los mejores puertos naturales del mundo. Desde entonces, la recuperación de tierras al mar se ha utilizado para llenar la desembocadura, convirtiéndola en el lago Yundang del distrito Siming. El gobierno municipal se encuentra en otras tierras recuperadas a su lado.
El punto más cercano, Kinmen en Taiwán se encuentra a solo 6 kilómetros (4 millas) de la isla Xiamen. 
La isla de Xiamen es la cuarta isla más grande de la provincia de Fujian. Se convirtió en una península después de la finalización del malecón en 1955.

## Clima
Xiamen tiene un clima subtropical húmedo. Los veranos son largos , calientes y húmedos y los inviernos son fríos y secos. El mes más caliente es julio con 28 °C y el más frío es febrero con 12 °C y 1350 mm de lluvia al año.
| Parámetros climáticos promedio de Xiamen    | Parámetros climáticos promedio de Xiamen | Parámetros climáticos promedio de Xiamen | Parámetros climáticos promedio de Xiamen | Parámetros climáticos promedio de Xiamen | Parámetros climáticos promedio de Xiamen | Parámetros climáticos promedio de Xiamen | Parámetros climáticos promedio de Xiamen | Parámetros climáticos promedio de Xiamen | Parámetros climáticos promedio de Xiamen | Parámetros climáticos promedio de Xiamen | Parámetros climáticos promedio de Xiamen | Parámetros climáticos promedio de Xiamen | Parámetros climáticos promedio de Xiamen |
| Mes                                         | Ene.                                     | Feb.                                     | Mar.                                     | Abr.                                     | May.                                     | Jun.                                     | Jul.                                     | Ago.                                     | Sep.                                     | Oct.                                     | Nov.                                     | Dic.                                     | Anual                                    |
| ------------------------------------------- | ---------------------------------------- | ---------------------------------------- | ---------------------------------------- | ---------------------------------------- | ---------------------------------------- | ---------------------------------------- | ---------------------------------------- | ---------------------------------------- | ---------------------------------------- | ---------------------------------------- | ---------------------------------------- | ---------------------------------------- | ---------------------------------------- |
| Temp. máx. media (°C)                       | 17.0                                     | 16.6                                     | 18.8                                     | 23.1                                     | 26.6                                     | 29.5                                     | 32.0                                     | 31.8                                     | 30.0                                     | 27.4                                     | 23.6                                     | 19.2                                     | 24.6                                     |
| Temp. mín. media (°C)                       | 9.7                                      | 9.8                                      | 11.8                                     | 15.9                                     | 19.9                                     | 23.3                                     | 25.0                                     | 24.8                                     | 23.3                                     | 20.3                                     | 16.2                                     | 11.7                                     | 17.6                                     |
| Lluvias (mm)                                | 34.2                                     | 99.4                                     | 125.2                                    | 157.0                                    | 161.8                                    | 187.2                                    | 138.4                                    | 209.0                                    | 141.4                                    | 36.2                                     | 31.1                                     | 28.2                                     | 1349.1                                   |
| Días de lluvias (≥ 0.1 mm)                  | 7.1                                      | 12.0                                     | 15.4                                     | 14.6                                     | 15.2                                     | 14.8                                     | 9.9                                      | 10.9                                     | 9.0                                      | 3.2                                      | 4.0                                      | 4.9                                      | 121.0                                    |
| Horas de sol                                | 133.3                                    | 88.3                                     | 89.6                                     | 105.6                                    | 132.6                                    | 163.8                                    | 234.6                                    | 211.6                                    | 178.9                                    | 188.4                                    | 163.0                                    | 163.5                                    | 1853.2                                   |
| Humedad relativa (%)                        | 75                                       | 80                                       | 83                                       | 82                                       | 84                                       | 86                                       | 82                                       | 82                                       | 78                                       | 71                                       | 70                                       | 70                                       | 78.6                                     |
| Fuente: China Meteorological Administration |                                          |                                          |                                          |                                          |                                          |                                          |                                          |                                          |                                          |                                          |                                          |                                          |                                          |

## Turismo
- La Isla Gulangyu: ocupa un área de 1,8 km² y está situada a 500 metros de la costa de la ciudad. Se convirtió en un enclave extranjero después del Tratado de Nankín de 1842. Tiene una población de 20 000 habitantes. En la isla se pueden ver diversos edificios del siglo XIX.

- Templo Nan Pu Tuo: fue construido durante la dinastía Tang. Contiene 28 estatuas de buda hechas en jade procedente de Birmania así como escritos budistas en chino y otros idiomas. Ocupa un área de 3 ha.

## Distancias
- Por carretera         (línea recta)
- Zhangzhou 49 km   (42 km)
- Fuzhou 327 km     (217 km)
- Shantou 276 km
- Hong Kong 663 km  (460 km)
- Shanghái 1480 km  (820 km)
- Pekín             (1700 km)

## Ciudades hermanas
- Cardiff, Reino Unido, (desde 1983)
- Sasebo, Japón, (desde 1983)
- Cebú, Filipinas, (desde 1984)
- Baltimore, Estados Unidos, (desde 1985)
- Wellington, Nueva Zelanda, (desde 1987)
- George Town, Malasia,(desde 1991)
- Sarasota, Estados Unidos (desde 2006)
- Guadalajara, México, (desde 2007)
- Las Palmas de Gran Canaria, España, (desde el 27 de marzo de 2009)

## Más información
- Xiamen Airlines
- Puerto de Kaohsiung